# Dientner Sattel
Der Dientner Sattel ist ein auf 1342 m ü. A. gelegener Gebirgssattel im Salzburger Land in Österreich. Über den ganzjährig geöffneten Straßenpass verbindet die Hochkönig Straße (B 164) Bischofshofen im Osten mit Saalfelden im Westen. Zwischen diesen Orten liegt auch noch der Filzensattel.
Da ein Sattel (im Gelände) als niedrigster Punkt einer Wasserscheide gilt, Straßen jedoch fast nie dem Wasserlauf direkt folgen, erreicht die Straße ihren Scheitelpunkt in der Nähe der Dientalm bei 1370 m (vgl. Foto).